# كلية لويس وكلارك
كلية لويس وكلارك هي كلية فنون ليبرالية خاصة في بورتلاند، أوريغون. كانت الكلية مستأجرة في الأصل عام 1867 باسم معهد ألباني كوليجيت في ألباني، أوريغون، تم نقل الكلية إلى بورتلاند في عام 1938 وفي عام 1942 اعتمدت اسم كلية لويس وكلارك بعد بعثة لويس وكلارك الاستكشافية. في الوقت الحالي، تضم الكلية كلية الآداب والعلوم، وكلية الحقوق، وكلية الدراسات العليا للتربية والإرشاد.

## أكاديمياً
المدارس الثلاث للكلية تشمل كلية الآداب والعلوم (CAS)، كلية الحقوق، وكلية الدراسات العليا للتربية والإرشاد.
تشمل أقسام الآداب والعلوم: الفن وتاريخ الفن والكيمياء الحيوية والبيولوجيا الجزيئية وعلم الأحياء والكيمياء والصينية والكلاسيكية وعلوم الكمبيوتر والرقص ودراسات شرق آسيا والاقتصاد والإنجليزية والدراسات البيئية والدراسات العرقية واللغات الأجنبية والدراسات الفرنسية والدراسات الجنسانية والألمانية الدراسات، الدراسات الإسبانية، التاريخ، الشؤون الدولية، الدراسات اليابانية، دراسات أمريكا اللاتينية، الرياضيات، الموسيقى، علم الأعصاب، الفلسفة، الفيزياء، الاقتصاد السياسي، العلوم السياسية، علم النفس، الدراسات الدينية، دراسات البلاغة والإعلام، الروسية، علم الاجتماع والأنثروبولوجيا، والمسرح.

## الحرم الجامعي

### نظرة عامة على الحرم الجامعي

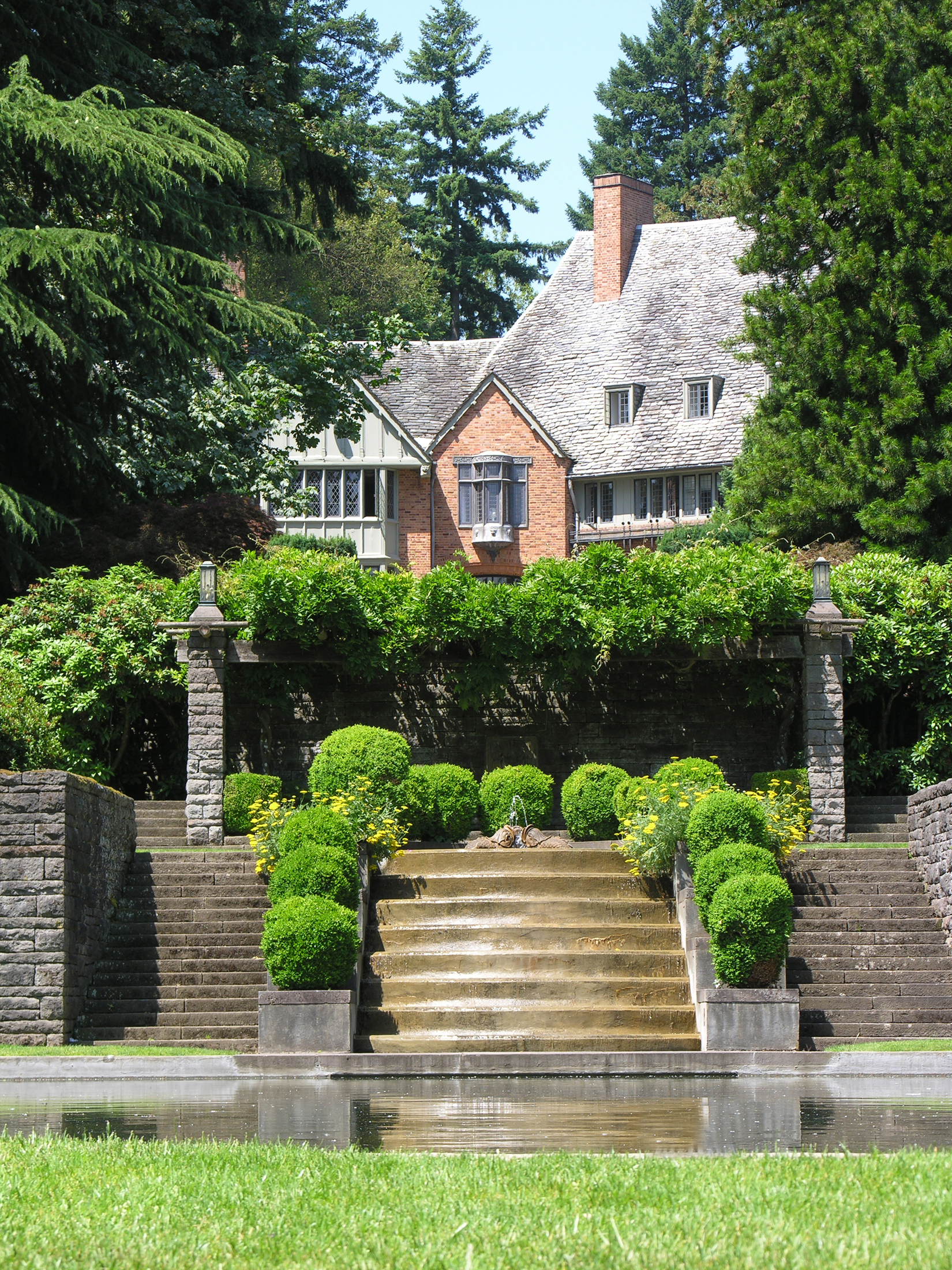
منزل فرانك مانور.

تبلغ مساحة كليك لويس وكلارك 137 أكر (0.55 كـم2) حيث يقع الحرم الجامعي المشجر على قمة بالاتين هيل في حي كولينز فيو في بورتلاند. تشمل مباني الحرم الجامعي مبنى أكاديميًا مستدامًا بيئيًا حائزًا على جوائز ( John R. Howard Hall )، بالإضافة إلى العمارة التاريخية البارزة مثل فرانك مانور هاوس (الذي صممه هيرمان بوكمان ) و روجرز هال (دير سيدة الملائكة سابقًا من راهبات القديس. فرانسيس).
بسبب البيئة الطبيعية للكلية في جزء كبير منها، تم اختيار لويس وكلارك كواحدة من أفضل عشرة جامعات في أمريكا من قبل، Travel + Leisure بالإضافة إلى مدونة هندسة معمارية مستقلة.

### المباني السكنية

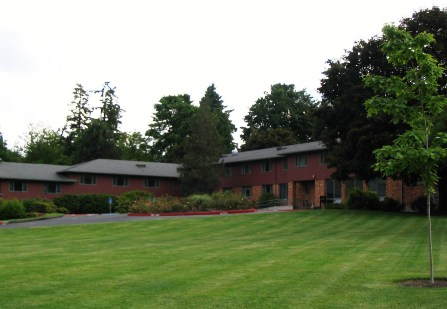
قاعة سكن ستيوارت.

يُطلب من جميع الطلاب العيش في الحرم الجامعي لأول عامين، ما لم يكن مقيمًا بالفعل في بورتلاند. تشمل قاعات الإقامة SOA (Stewart-Odell-Akin)، و Forest (Alder، و Manzanita، و Juniper، و Spruce، و Ponderosa)، و Hartzfeld، و Holmes، و Platt-Howard، و Copeland، كما تشمل شقق East و Roberts و West الموجودة داخل الحرم الجامعي.

## أعضاء هيئة التدريس والموظفين والأمناء البارزين
- ستيفن داو بيكهام، مؤرخ[13]

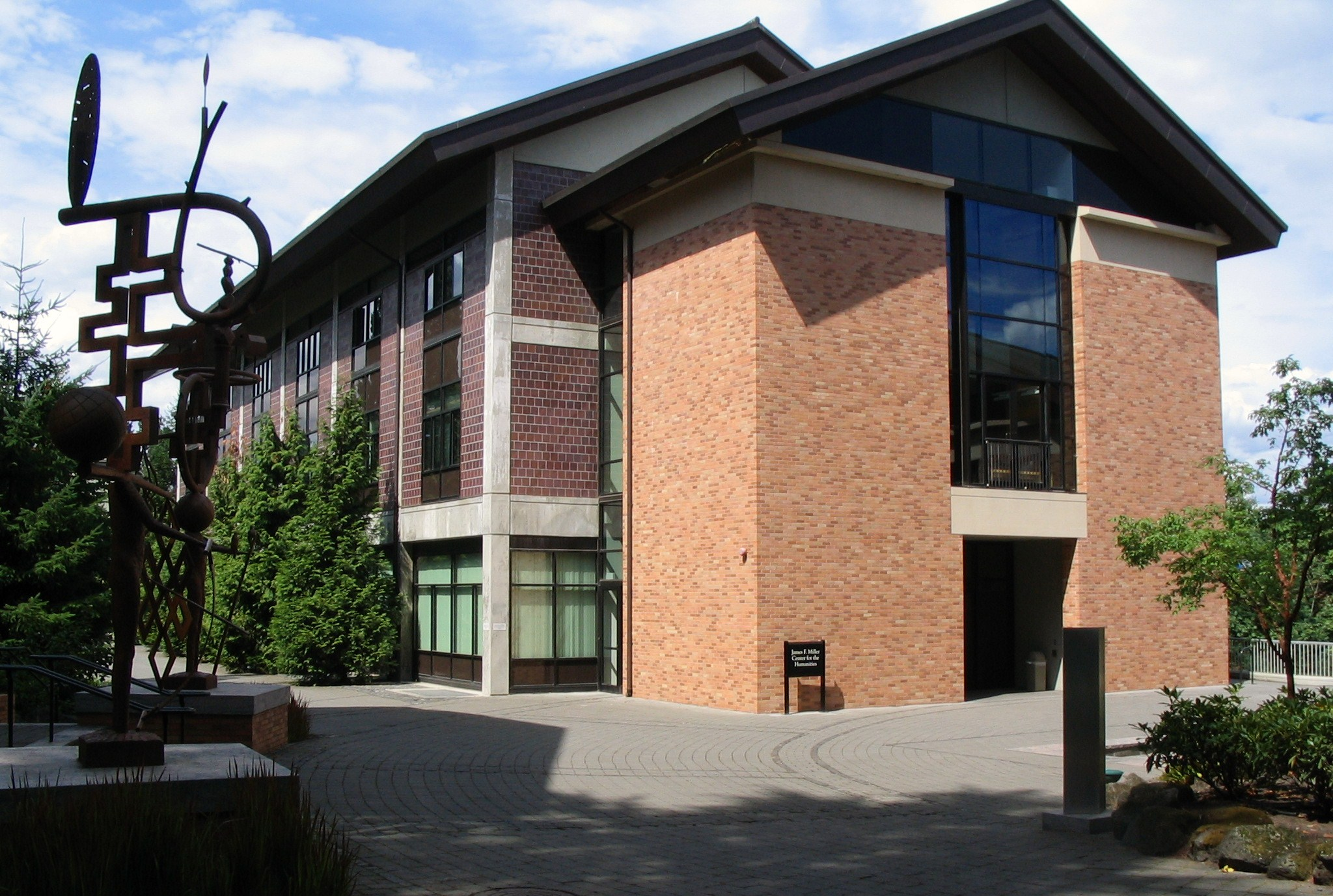
مركز ميلر للعلوم الإنسانية.

- جون إف كالاهان، أستاذ العلوم الإنسانية في Morgan S. Odell والمنفذ الأدبي لعقار رالف إليسون
- القس. إلبرت نيفيوس كونديت (1846-1900)، وزير مشيخي، رئيس مبكر (1879-؟) عندما كان يعرف باسم معهد ألباني كوليجيت.[14]
- فيتزهوغ دودسون، قس مشيخي، عالم نفس، درس الدين[15]
- بوب جيلارد - مدرب كرة سلة
- روبرت بامبلين الابن، رجل أعمال، فاعل خير، وصي[16]
- فيرن روتسالا، شاعر[17]
- كيم ستافورد، كاتب[18]
- وليم ستافورد، شاعر[19]
- أنتوني سوفورد، أستاذ مساعد سابق في العلوم الإنسانية، مؤلف جارهيد[20]
- ماري سزيبيست، شاعرة[21]
- فيليس نعم، فنان

## خريج متميز
- بن بادجلي (2004)، ممثل[22]

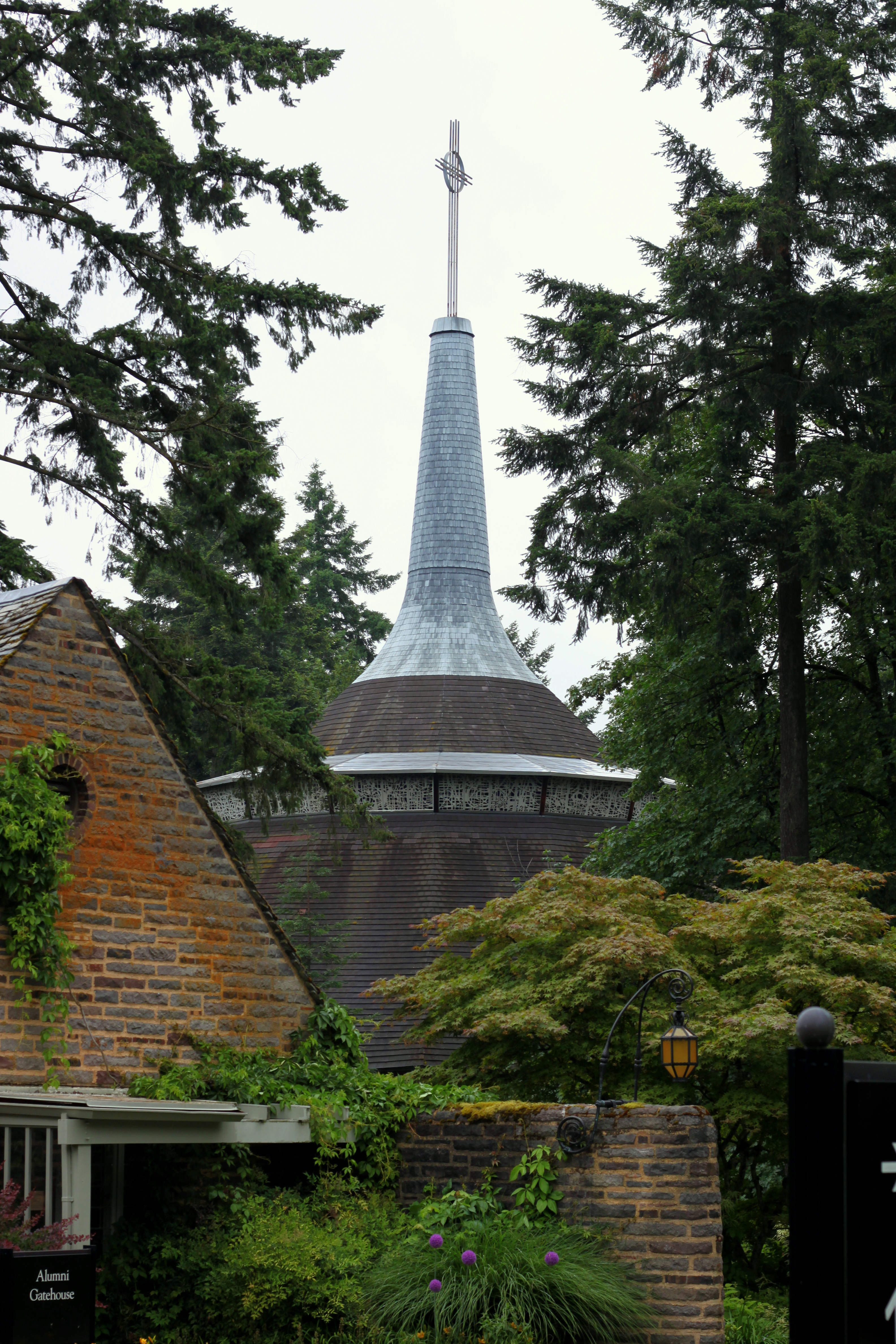
كنيسة فلاناغان، موقع الخدمات الدينية في الحرم الجامعي وحفلات الزفاف

- إيرل بلوميناور (1970، 1976 دينار)، ممثل الولايات المتحدة[23]
- دون بونكر (1964)، ممثل الولايات المتحدة السابق[24]
- كيت براون (1985)، 38 والحاكم الحالي لولاية أوريغون[25]
- هايدي هايتكامب (1983)، عضو مجلس الشيوخ الأمريكي السابق، ND النائب العام، مفوض الضرائب ND
- لاري كامبل (1953)، الرئيس السابق لمجلس النواب في ولاية أوريغون[26]
- ايفر كاردين (1996)، ممثلة[27]
- تيد جاينز (1981)، عضو مجلس الشيوخ عن ولاية كاليفورنيا، مقاطعة مجلس الشيوخ الأول[28]
- جوردون جيلكي (1933 من كلية ألباني)، فنان ؛ عميد الفنون الليبرالية، جامعة ولاية أوريغون ؛ أمين المطبوعات والرسومات في متحف بورتلاند للفنون[29]
- هابين جيرما، (2010)، مدافع عن حقوق المعوقين[30]
- جينيفيف جوردر (1996)، شخصية تلفزيونية[31]
- جين هولم (1956)، أول امرأة برتبة عميد في سلاح الجو الأمريكي وأول أنثى لواء في القوات المسلحة الأمريكية[32]
- مارسيا س. كريجر (1975)، قاضية في محكمة مقاطعة الولايات المتحدة لمقاطعة كولورادو.[33]
- مونيكا لوينسكي (1995)، متدربة في البيت الأبيض وطرف في فضيحة كلينتون ولوينسكي
- جيك لونجستريث (1999)، فنان وشخصية إذاعية[34]
- رونالد أ. ماركس (1978)، مسؤول سابق في وكالة المخابرات المركزية[35]
- ناتالي ميرينج، مغنية وكاتبة أغاني (حضرت عام 2006 ؛ لم تصدر أية شهادة)[36]
- محمد بن نايف، نائب ولي عهد المملكة العربية السعودية (لم تصدر درجة علمية).[37][38]
- مارك ف. أولسن (1977)، أحد مؤسسي سلسلة HBO Big Love[39]
- ماركي بوست (1975)، ممثلة معروفة ببرنامج نايت كورت والبرامج التلفزيونية الأخرى[40]
- أحمد علي الصايغ (1983) وزير دولة في الإمارات العربية المتحدة[41]
- بيت وارد (1962)، لاعب البيسبول الرئيسي[42]

## روابط خارجية
- الموقع الرسمي
- الموقع الرسمي لألعاب القوى